# 阿留申海沟

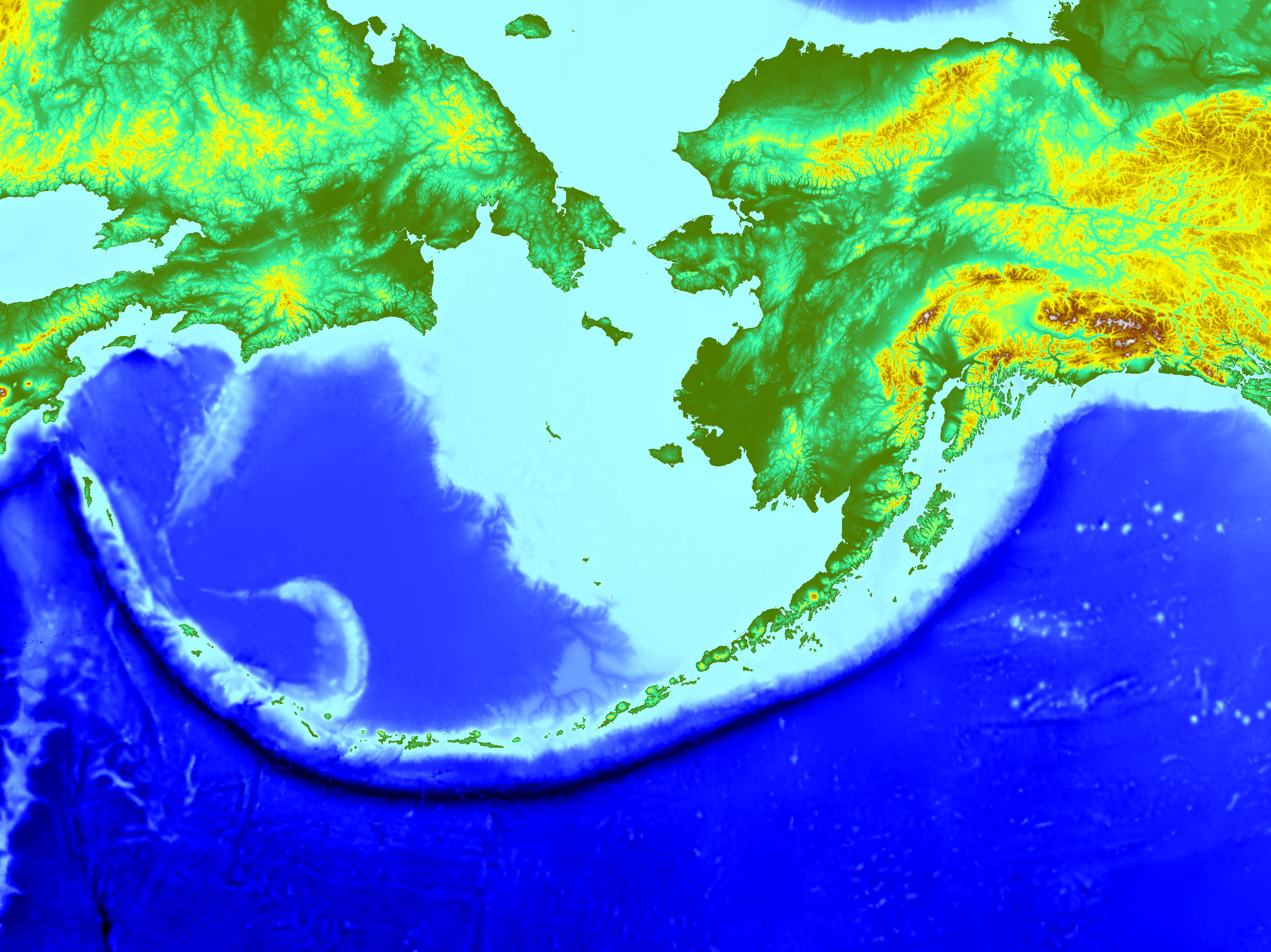
阿留申海沟地图

阿留申海沟是位于太平洋北侧的一条海沟，呈近似东西走向的向南凸出的弧形，西接千岛-堪察加海沟的北端，东至阿拉斯加湾，绵延3,400千米。它和邻近的相同走向的阿留申群岛构成太平洋西侧的岛弧-海沟系的最北部分，并成为太平洋板块和北美洲板块的分界。这段分界是一个消减带，太平洋板块在此以平均45度的俯冲角向北消减于北美洲板块之下。阿留申海沟的最深点，经测量，为7,679米。
阿留申海沟西段南边不远就是著名的天皇海山。由于海底扩张，在可以预计的将来，天皇海山将陆续在阿留申海沟处俯冲、消失。
根據現時太平洋板塊移動方向顯示，如果未來地球發生黎克特制規模10地震的話，震央有可能會在千島海溝或阿留申海溝附近海域。